# بیناجنس

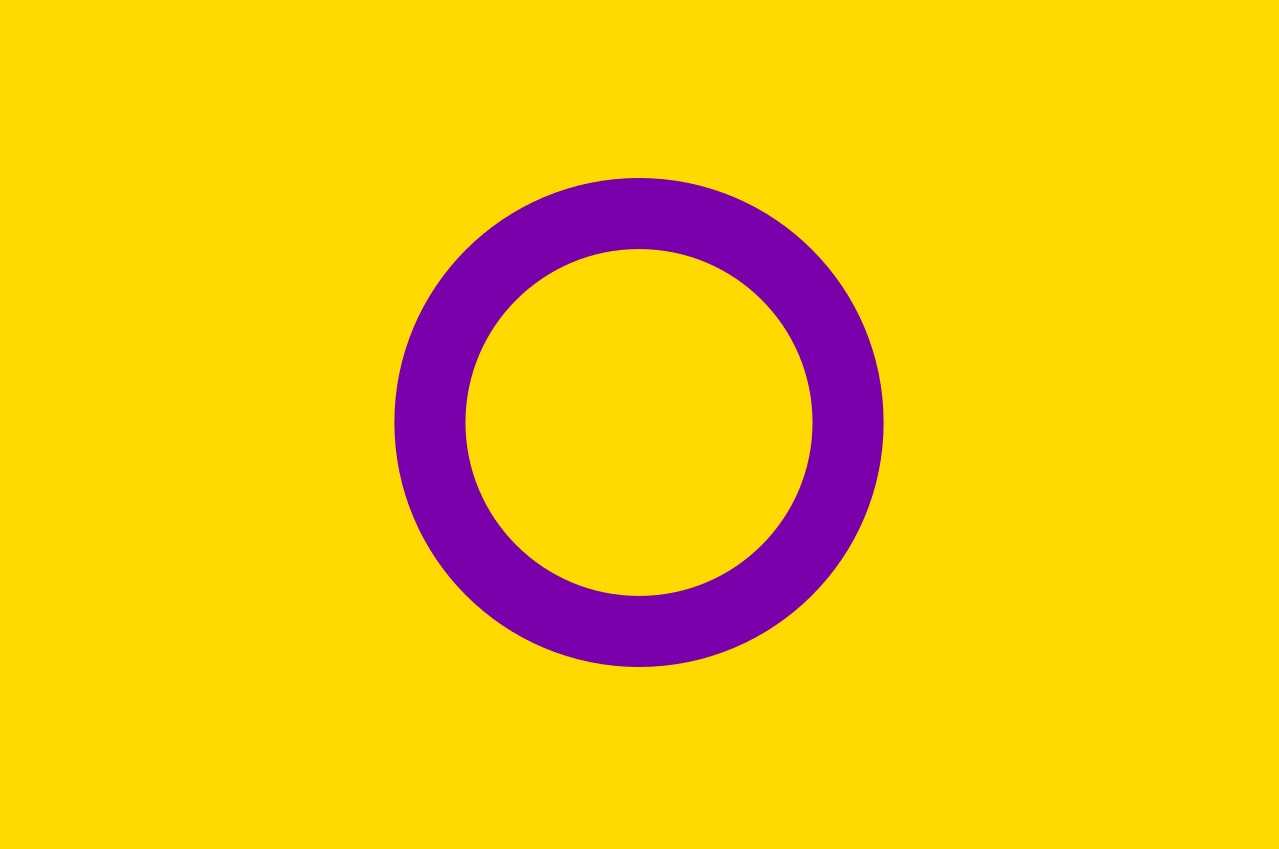
پرچم افراد بیناجنس

بِیناجنس یا اینترسکس (به انگلیسی: Intersex) افرادی هستند که از بدو تولد و از نظر بیولوژیکی مانند اندام جنسی، هورمون، کروموزوم‌های آنها با هنجارهای تعریف شده باینری جنس متفاوت است. به این معنی که اندام‌های جنسی مربوط به یک جنس را دارد؛ (صفات اولیه) اما موی صورت، لحن صدا، توزیع چربی در بدن، ساختار استخوانی و استقامت ماهیچه‌ای (صفات ثانویه) او کم و بیش شبیه جنس دیگر است.
این ویژگی‌ها باتوجه کروموزوم‌ها، غده‌های جنسی، هورمون‌های جنسی یا اندام جنسی شناخته می‌شود. که بنابر اعلام کمیساریای عالی حقوق بشر سازمان ملل متحد، در تعاریف معمول برای بدن‌های زنانه یا مردانه نمی‌گنجند.
چنین گوناگونی‌هایی ممکن است در برگیرندهٔ ابهام در اندام جنسی، و ترکیبی از ژنوتیپ‌های کروموزومی و فنوتیپ‌های جنسی به غیر از XY مردانه و XX زنانه باشد.
حدود ۱٫۷ درصد از افراد متولد شده دارای صفات اولیه و صفات ثانویهٔ جنسی متضاد هستند.
هویت جنسیتی افراد بیناجنس ممکن است زن، مرد، بین زن و مرد، ترکیبی از زن و مرد یا خارج از آن (نان باینری) باشد. این افراد امکان دارد سیسجندر یا ترنسجندر باشند.

## در اجتماع
کالبد شکافی پس از مرگ استانیسواوا والاشیویچ نشان داد که او اینترسکس است، اگرچه وضعیت دقیق او مشخص نشد.
هانه گابی ادیل مدل اصالتاً بلژیکی، در سال ۲۰۱۷، نشان داد که دارای ویژگی بیناجنسی سندروم بی‌حساسیتی آندروژن است.